# Хольмбом, Густав
 Густав Адольф Бильберг Хольмбом (дат.  Gustav Adolf Bilberg Holmbom; 28 мая 1851, Роскилле — 24 октября 1903, Копенгаген) — датский художник-пейзажист.

## Биография
О жизни и творчестве Густава Хольмбома известно крайне мало и его жизненный путь в основном отслеживается по регистрационным записям в церковных книгах и переписям.
Густав Хольмбом родился в Роскилле 28 мая 1851 года и был вторым сыном роскилльского художника Йенса Петера Хольмбома и его жены Карен Софи Скьеллеруп, потомственной наследницы реформационного епископа бергенской епархии Йенса Скьеллерупа (ум. 1582). Он был крещён в роскилльском соборе.
В 1856 году Густав с родителями проживал в Роскилле на улице Ольс Гаде (дат. Sankt Ols Gade). Согласно переписи 1870 года семья Хольмбом проживала на углу улиц Ольс Гаде и Провстевенгет (дат. Provstevænget). Там семья проживала в собственном доме в течение двух поколений. Густав в то время уже был художником, как и два других его брата. Он пошёл по стопам отца и начал изучать ремесло живописи, по крайней мере, до 1870 года. Точно не известно где и у кого Хольмбом обучался живописи. Вероятно, он прошёл небольшое формальное обучение, но, скорее всего, он перешёл от росписи и декорации стен к холсту и доске. Хольмбом был женат на Софии Филиппе Хенриетте Вагнер (дат. Sophie Philippa Henriette Wagner). 2 декабря 1874 года у них родилась дочь Эмма Фрица София (дат. Emma Fritse Sofie), которую крестили в церкви св. Иоана (дат. Sankt Johannes Kirke) в Копенгагене. На тот момент Хольмбом значился «живописцем».
Согласно переписи 1880 года он проживал со своей женой Софией и дочерью Эммой на улице Фискергаде (дат. Fiskergade) (ныне Обулевар (дат. Aaboulevard)) в Копенгагене и по роду деятельности значился «художником». Также сообщается, что в 1885 году Густав, будучи женатым, работал художником в Коннс Люнгбю (Kongens Lyngby), где родился его отец, живший на Софивай 25 (дат. Sofievej). К 1890 году Густав переехал на улицу Мариендальсвай (Mariendalsvej) и по профессии был художником-пейзажистом. К 1901 году он перевез свою семью в Гулльбергсгаде (Guldbergsgade), Копенгаген, и, согласно переписи, значился как «Kunstmaler» (художник).
Густав Хольмбом умер 24 октября 1903 года. В записи прихода Капернаума говорится, что он был художником. Возможно, его последнее место жительства было на Фриместервай (Frimestervej) 14/3, Копенгаген. Хольмбом похоронен на западном церковном дворе в Копенгагене. Его вдова София Филиппа Хенриетта Хольмбом в 1930 году жила на Бломсгаде (Blomsgade), Копенгаген.

## Творчество
Густав Хольмбом известен своими пейзажами. Период его творчества в этом жанре охватывает примерно последние 15-20 лет его жизни — с середины 1880-х до 1903 года. Определённо, Хольмбом придерживался школы мастеров Золотого века датской живописи и новые веяния в искусстве конца XIX века не коснулись его творчества. В своих картинах он изображал прибрежные сцены фьордов в окрестностях Роскилле, лесные пейзажи и места небольших поселений в окрестностях Копенгагена, часто добавляя стаффажи с людьми и дикими животными. Его работы отличаются мягким светом, неброской палитрой и тщательной проработкой деталей.
Сегодня произведения Густава Хольмбома продаются на международных аукционах и находятся в частных коллекциях в разных уголках мира. В борнхольмском художественном музее (Bornholm Art Museum) хранится его картина 1896 года «Роскилльский фьорд».

## Интересные факты
- Продажа произведений Густава Хольмбома на аукционах сегодня не редкость. Однако его авторство часто путают с авторством другого, более известного датского художника — Герхарда Хейльмана (дат. Gerhard Heilman). Эта путаница возникла из-за того, что оба автора подписывали свои работы аббревиатурой «GH». Однако стили у обоих авторов заметно различаются, а также имеется характерное различие в написании аббревиатур. У Хейльмана буквы аббревиатуры стилизованные, изящные, часто переходящие в монограмму, как это явствует из его иллюстраций, вертикальные черты буквы «H» часто волнистые и вытянутые, в то время как у Хольмбома они прямые или дугообразные, более грубые и часто совмещённые с датой, например, 18GH94. По причине этой путаницы, как следствие, также возникло неверное указание периода жизни Хольмбома — в аукционных каталогах указывают годы жизни Хейльмана — 1859—1946[2][4].

- Хольмбом — редкая фамилия в Дании, она происходит от ткача Йенса Хольмбома (1737—1784), который считается сыном шведского пастора Петруса Хольмбома[2].

- Густав Хольмбом является вторым двоюродным братом художницы Юлии Каролины Хаман (дат. Julie Caroline Hamann) (1841—1916)[2].

- Два других брата Густава также были художниками. Ещё один из братьев — Вильям Кристиан Хольмбом был часовщиком в Сохо, Лондон, а затем в Пенсильвании, США[2].

## Галерея

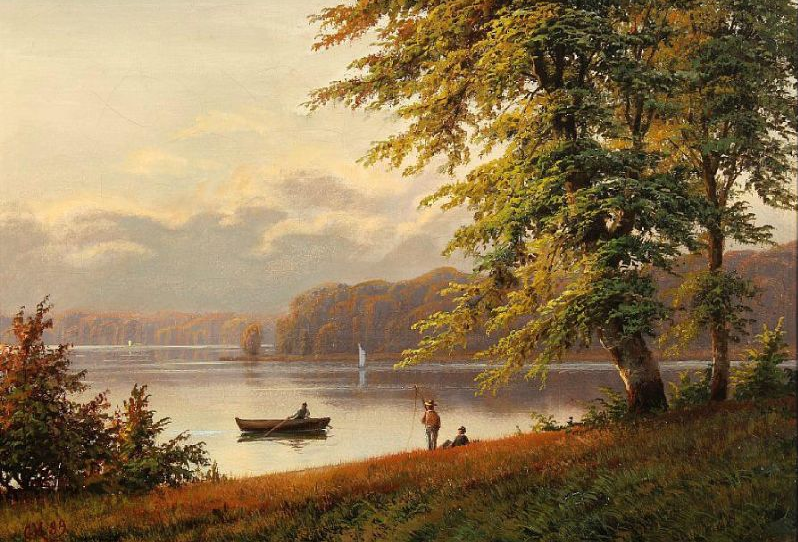
Сцена с рыбаками, 1889.
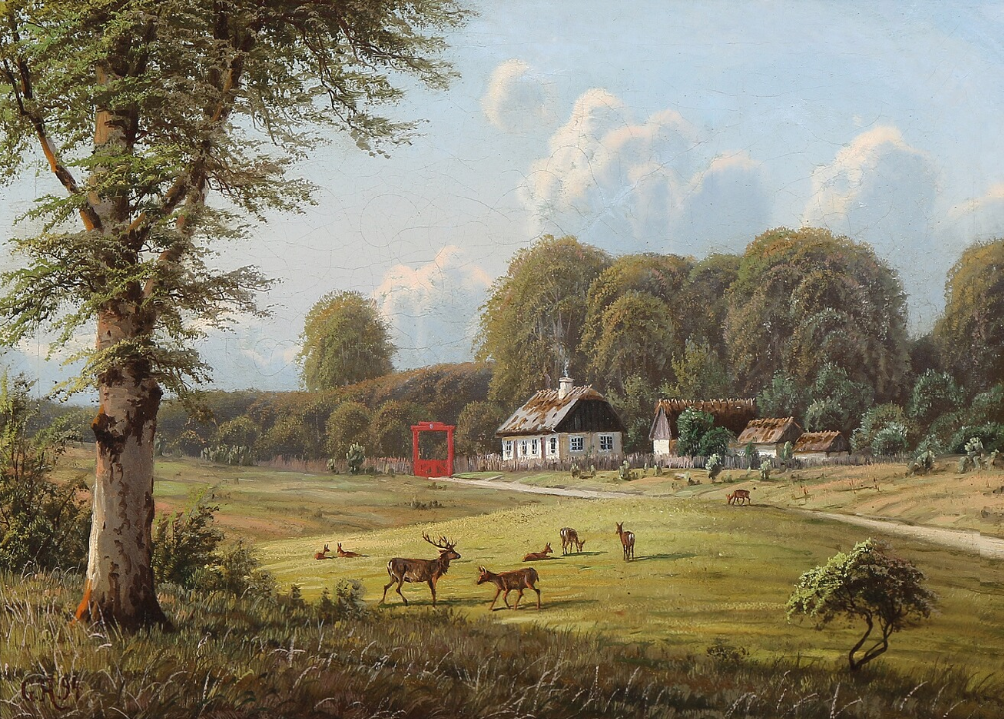
Пейзаж с крестьянским домом и оленями, 1894.
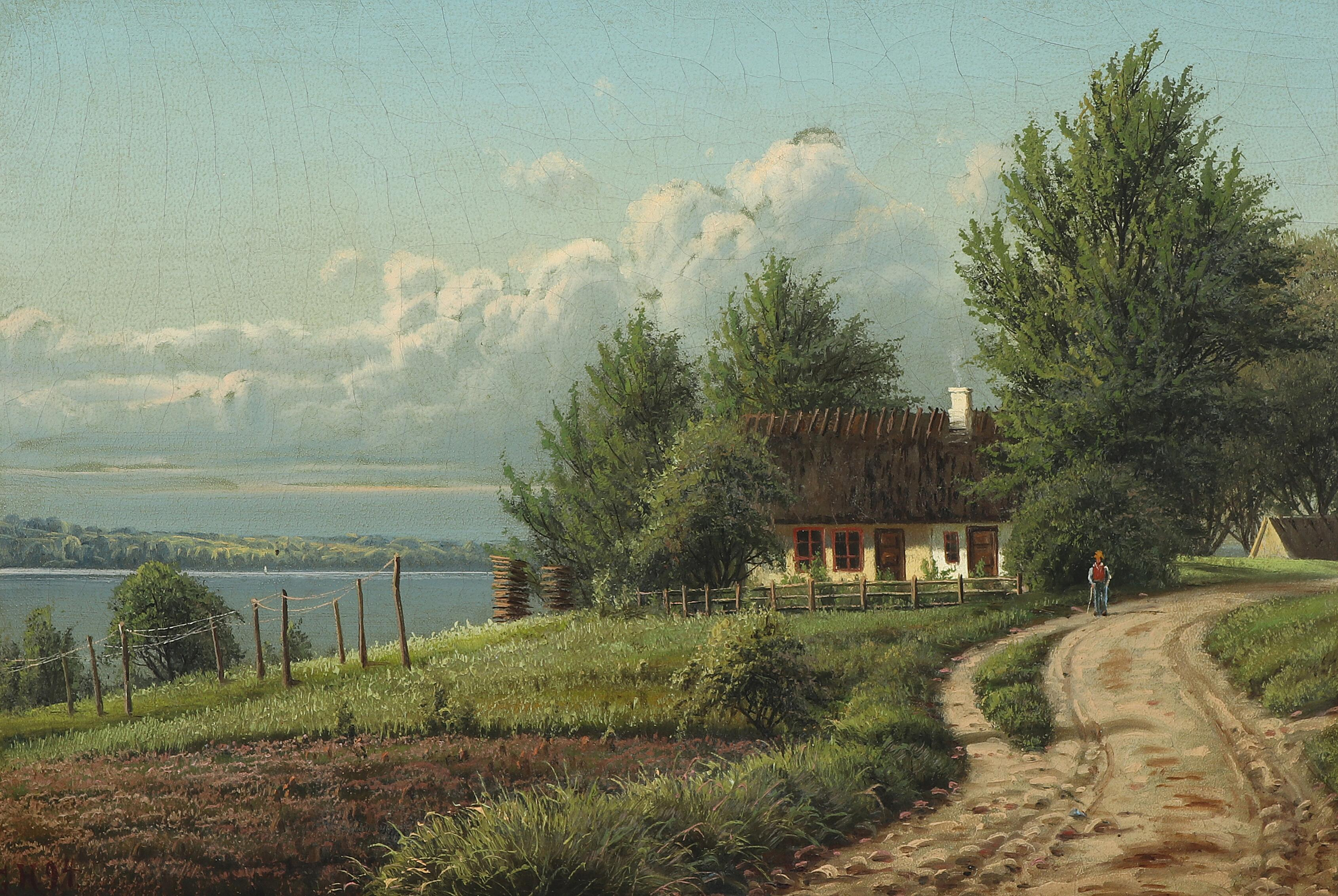
Пейзаж с крестьянским домом, 1894.
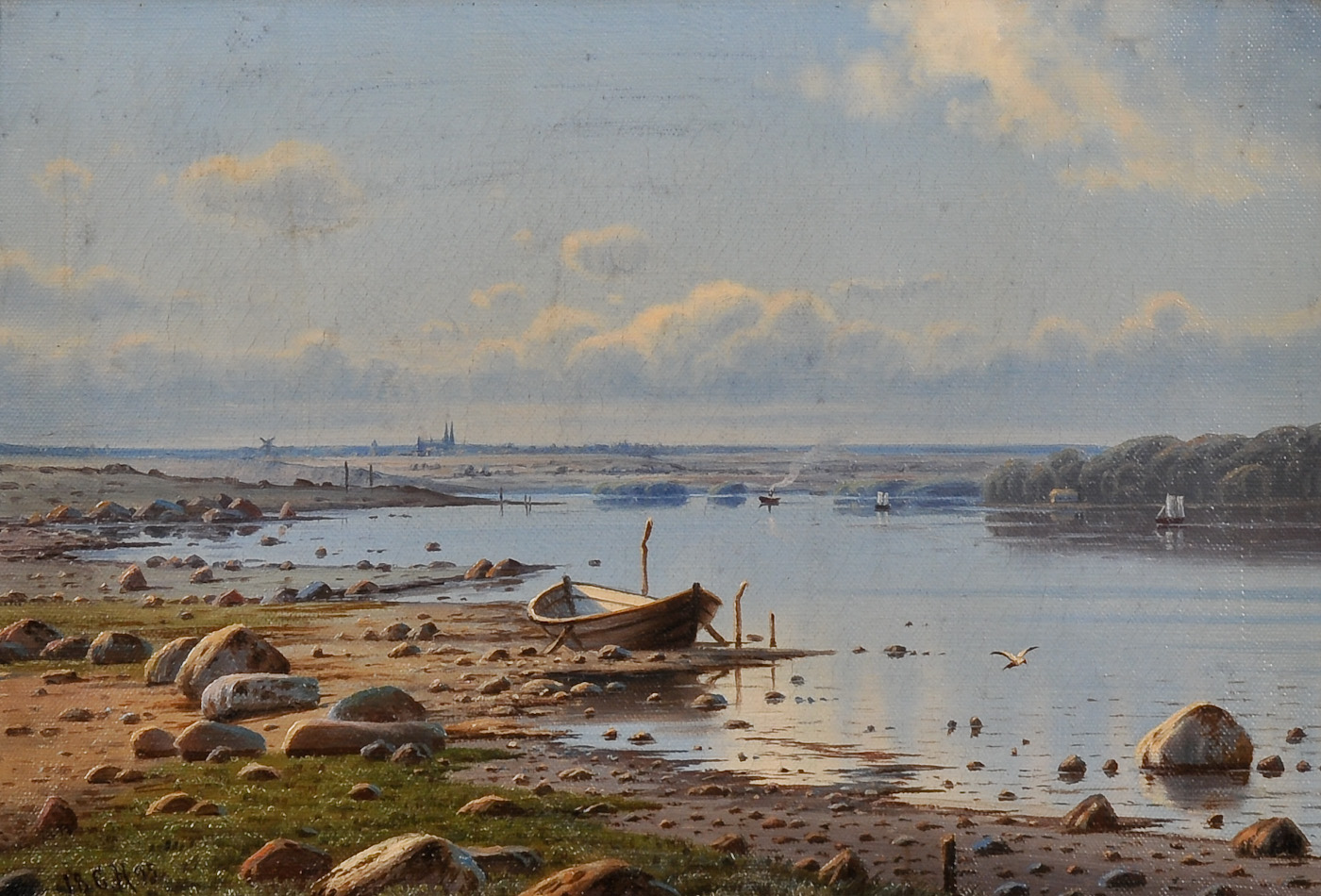
Прибрежная сцена с лодкой, 1895.
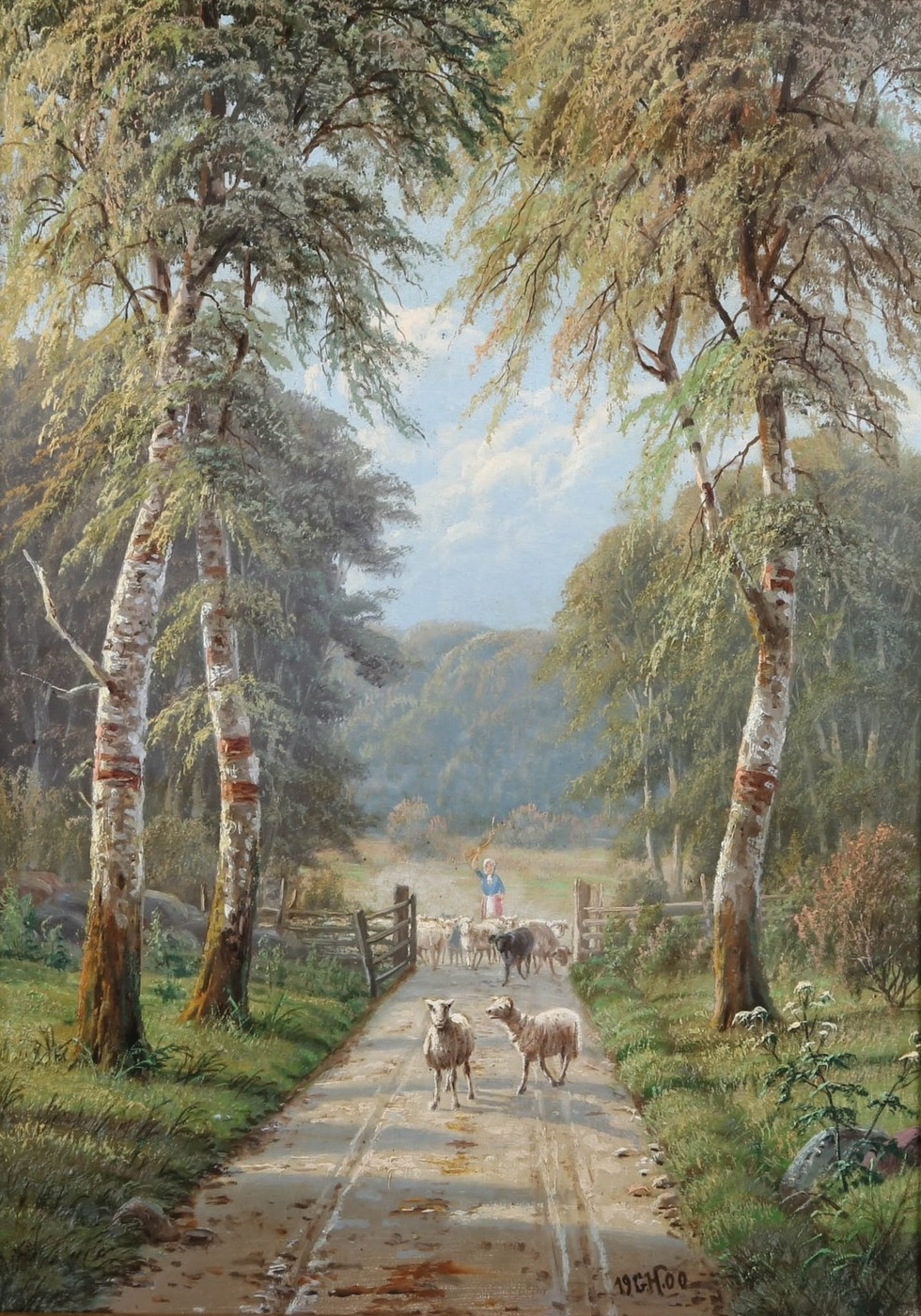
Женщина, загоняющая отару овец, 1900.